# La Grande Pointe
La Grande Pointe, ou anciennement pointe de Vélard, est un sommet des Alpes françaises situé en Haute-Savoie, dans le massif du Chablais, sur les communes de Bellevaux et de Seytroux.